# День Андалусии
День Андалусии (исп. Día de Andalucía) отмечается 28 февраля в честь референдума 1980 года, по результатам которого Андалусия получила статус автономного сообщества.
В этот день многие жители Андалусии украшают свои балконы флагом Андалусии. В некоторых городах, в частности, в провинции Малага школы закрываются на так называемую «Неделю культуры» (исп. Semana Cultural), также известную как «Белая неделя». Часто в предшествующую празднику пятницу в школах подают традиционный андалусский завтрак, в который входят ломтики хлеба, политого тонким слоем оливкового масла, и апельсиновый сок.